# Kulturorden (Japan)

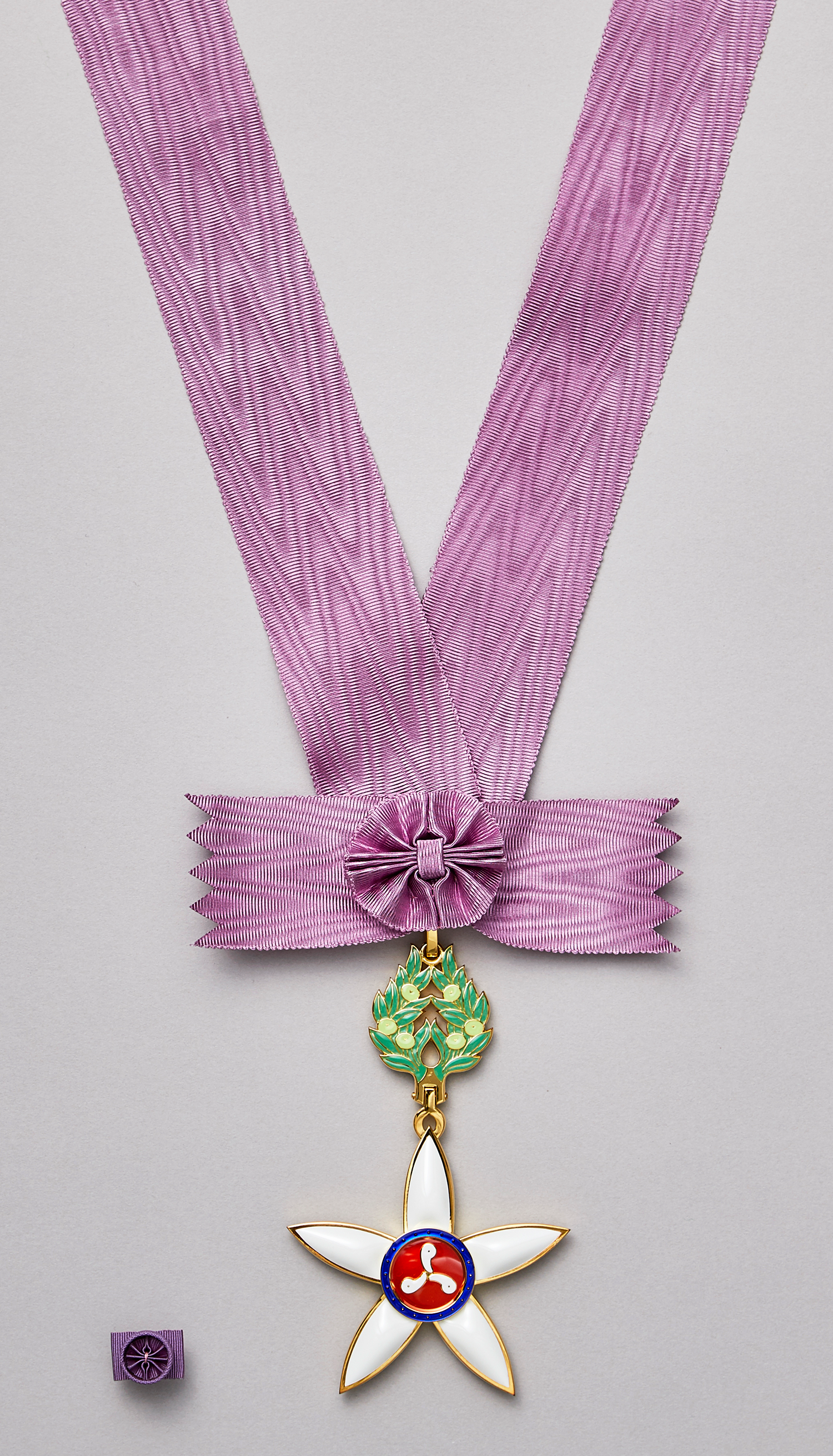
Der Kulturorden

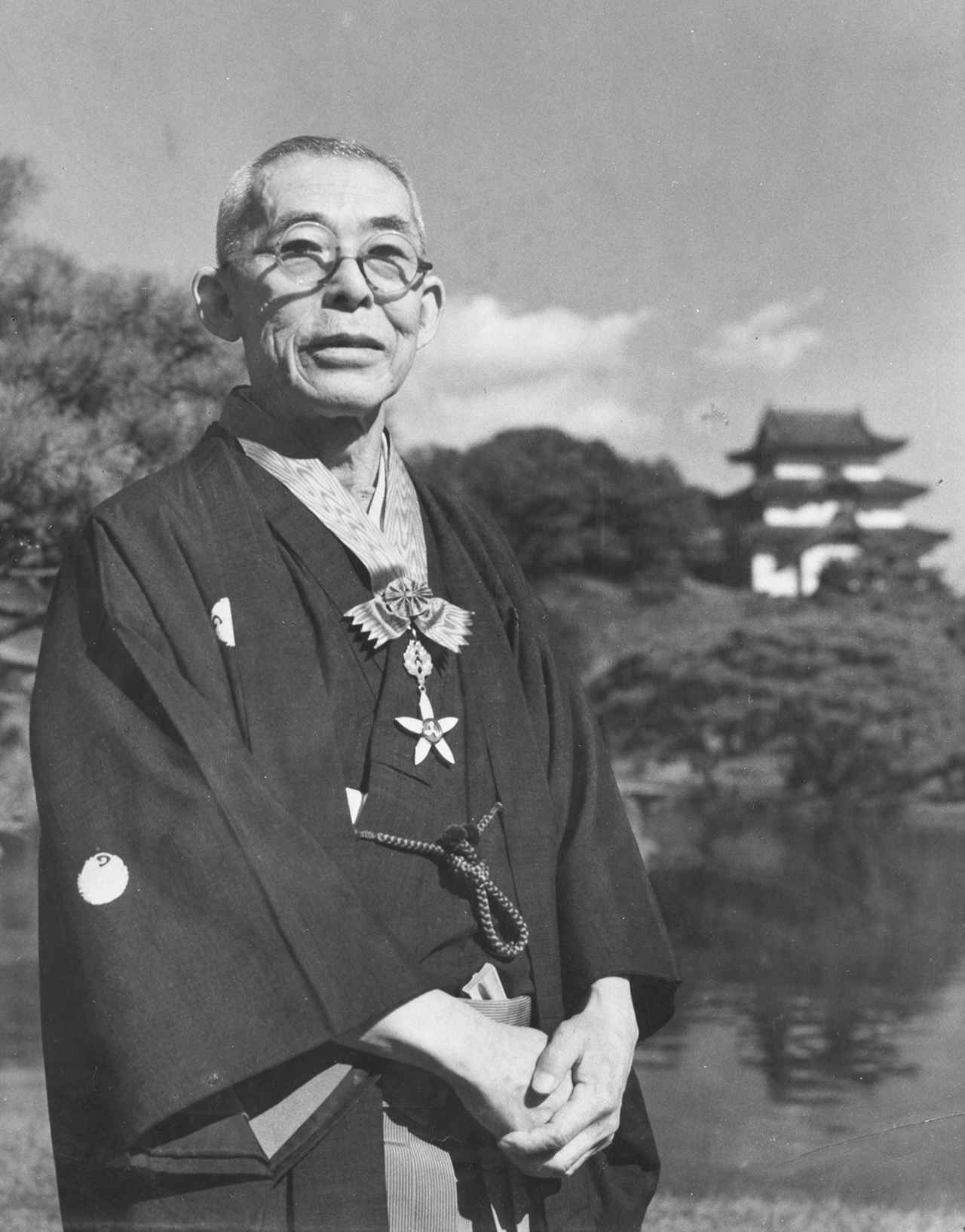
Kabuki-Darsteller Nakamura Kichiemon I. mit der Auszeichnung (1951)

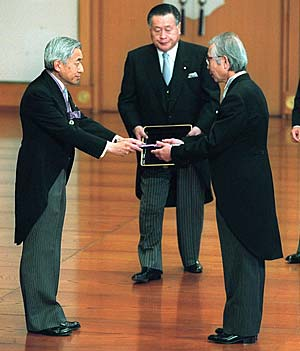
Der Kaiser überreicht den Orden an Hideki Shirakawa

Der japanische Kulturorden (jap. 文化勲章, bunka kunshō) oder auch Kaiserlicher Kulturorden wurde 1937 aufgelegt und wird von staatlicher Seite an Persönlichkeiten verliehen, die sich in besonderem Maße um die japanische Kultur verdient gemacht haben.
Die Verleihung von ungefähr fünf Kulturorden findet, wie auch die Ernennung zur Person mit besonderen kulturellen Verdiensten, jährlich am 3. November bei den feierlichen Zeremonien am Tag der Kultur (文化の日, bunka no hi) statt. Der Kulturorden wird vom Kaiser persönlich überreicht.
Das Ordensabzeichen stellt die fünfblättrige Apfelsinenblüte dar. In der Mitte der Blüte sind in einem roten Kreisfeld mit blauer Umrandung sternförmig drei Magatama, kommaförmige Perlen, angeordnet. Am oberen Ende hängt das Ordensabzeichen an einem schmuckvollen Verbindungsstück aus blühenden Apfelsinenbaumzweigen am Halsband.
Paragraph 14 der japanischen Verfassung legt fest, dass die Verleihung des Kulturordens nicht mit einer materiellen Vergünstigung verbunden werden darf. Um aber verdiente Personen materiell fördern zu können, wurde 1951 die „Auszeichnung von Personen mit besonderen kulturellen Verdiensten“ eingeführt, die mit der jährlichen, bis zum Lebensende gezahlten Vergütung von derzeit 3.500.000 Yen verbunden ist. Dabei erhielten die bis 1950 mit dem Kulturorden Ausgezeichneten nachträglich ebenfalls diese Vergütung. – Seit 1979 wird der Kulturorden in der Regel an Personen vergeben, die sich bereits durch besondere kulturelle Verdienste ausgezeichnet haben. Unter ihnen erreicht etwa die Hälfte die Ordensstufe, manchmal gleichzeitig mit der ersten Auszeichnung, meist erst nach Jahren.
Der Kulturorden wird ausnahmsweise auch an Ausländer vergeben. Bisher erhielten ihn 1969 die Astronauten Armstrong, Collins, Aldrin, 1978 der Physiker Yōichirō Nambu, 2008 der Japanologe Donald Keene und 2014 der Nobelpreisträger  Shuji Nakamura. Alle bisherigen ausgezeichneten Ausländer sind Amerikaner, wobei Nambu und Nakamura geborene Japaner sind.

## Bekannte Ordensträger
- Susumu Nakanishi (2013)
- Ken Takakura (2013)
- Chōzaemon Ōhi (2011)
- Donald Keene (2008)
- Kōichi Tanaka (2002)
- Yodoi Toshio (2001)
- Ryōji Noyori (2001)
- Hideki Shirakawa (2000)
- Agawa Hiroyuki (1999)
- Tadamitsu Kishimoto (1998)
- Yoshinobu Ashihara (1998)
- Endō Shūsaku (1995)
- Iwahashi Eien (1994)
- Kenzaburō Ōe (1994, abgelehnt)
- Ibuka Masaru (1992)
- Hiroshi Inose (1991)
- Fukuzawa Ichirō (1991)
- Kataoka Tamako (1989)
- Entsuba Katsuzō (1988)
- Ikeda Yōson (1987)
- Yoshii Junji (1986)
- Ogisu Takanori (1986, posthum)
- Enchi Fumiko (1985)
- Ushijima Noriyuki (1983)
- Koiso Ryōhei (1983)
- Takayama Tatsuo (1982)
- Ogura Yuki (1980)
- Sawada Seikō (1979)
- Horiguchi Daigaku (1979)
- Yōichirō Nambu (1978)
- Yamamoto Kyūjin (1977)
- Ebashi Setsurō (1975)
- Tazaki Hirosuke (1975)
- Nakagawa Kazumasa (1975)
- Koyama Keizō (1975)
- Hashimoto Meiji (1974)
- Ryōgo Kubo (1973)
- Taniguchi Yoshirō (1973)
- Hayaishi Osamu (1972)
- Uchida Yoshikazu (1972)
- Oka Shikanosuke (1972)
- Nogami Yaeko (1971)
- Munakata Shikō (1970)
- Higashiyama Kaii (1969)
- Shōda Kenjirō (1969)
- Kumagai Morikazu (1968, abgelehnt)
- Katayama Nampū (1968)
- Hamada Shōji (1968)
- Hayashi Takeshi (1967)
- Kobayashi Hideo (1967)
- Murano Tōgo (1967)
- Nitta Isamu (1966)
- Tokuoka Shinsen (1966)
- Ibuse Masuji (1966)
- Akabori Shirō (1965)
- Koito Gentarō (1965)
- Morohashi Tetsuji (1965)
- Yamaguchi Hōshun (1965)
- Yamamoto Yūzō (1965)
- Osaragi Jirō (1964)
- Yabuta Teijirō (1964)
- Yoshida Isoya (1964)
- Hirakushi Denchū (1962)
- Nakamura Gakuryō (1962)
- Okumura Togyū (1962)
- Hamao Umezawa (1962)
- Kawabata Yasunari (1961)
- Mizushima San’ichirō (1961)
- Tomimoto Kenkichi (1961)
- Fukuda Heihachirō (1961)
- Dōmoto Inshō (1961)
- Oka Kiyoshi (1960)
- Satō Haruo (1960)
- Tanaka Kōtarō (1960)
- Yoshikawa Eiji (1960)
- Satomi Ton (1959)
- Yoshida Tomizō (1959)
- Kawabata Ryūshi (1959)
- Makino Tomitarō (1957)
- Kubota Mantarō (1957)
- Kodaira Kunihiko (1957)
- Nishiyama Suishō (1957)
- Nishiyama Suishō (1957)
- Watsuji Tetsurō (1955)
- Kawai Kanjirō (1955, abgelehnt)
- Kaburagi Kiyokata (1954)
- Takahama Kiyoshi (1954)
- Itaya Hazan (1953)
- Yabe Hisakatsu (1953)
- Nagai Kafū (1952)
- Tomonaga (1952)
- Yanagita Kunio (1951)
- Kikuchi Seishi (1951)
- Saitō Mokichi (1951)
- Mushanokōji Saneatsu (1951)
- Masamune Hakuchō (1950)
- Doi Bansui (1950)
- Kobayashi Kokei (1950)
- Shiga Naoya (1949)
- Suzuki Daisetsu (1949)
- Tsuda Sōkichi (1949)
- Tanizaki Jun’ichirō (1949)
- Miyabe Kingo (1946)
- Iwanami Shigeo (1946)
- Yoshio Nishina (1946)
- Shiga Kiyoshi (1944)
- Takakusu Junjirō (1944)
- Tanakadate Aikitsu (1944)
- Tokutomi Sohō (1943, 1946 zurückgegeben)
- Asahina Yasuhiko (1943)
- Suzuki Umetarō (1943)
- Miyake Setsurei (1943)
- Yukawa Hideki (1943)
- Wada Eisaku (1943)
- Nishida Kitarō (1940)
- Takagi Teiji (1940)
- Kawai Gyokudō (1940)
- Sasaki Nobutsuna (1937)
- Kimura Hisashi (1937)
- Nagaoka Hantarō (1937)
- Takeuchi Seihō (1937)
- Okada Saburōsuke (1937)
- Fujishima Takeji (1937)
- Yokoyama Taikan (1937)
- Kōda Rohan (1937)
- Honda Kōtarō (1937)